# Virginie Taittinger
Virginie Taittinger (Reims, 22 juli 1961) is een Frans-Belgische ondernemer, televisiepresentatrice en politica. Ze was actief in het champagnehuis Taittinger en heeft haar eigen champagnemerk Virginie T. In Etterbeek is ze gemeenteraadslid en voert ze verschillende mandaten uit.

## Biografie

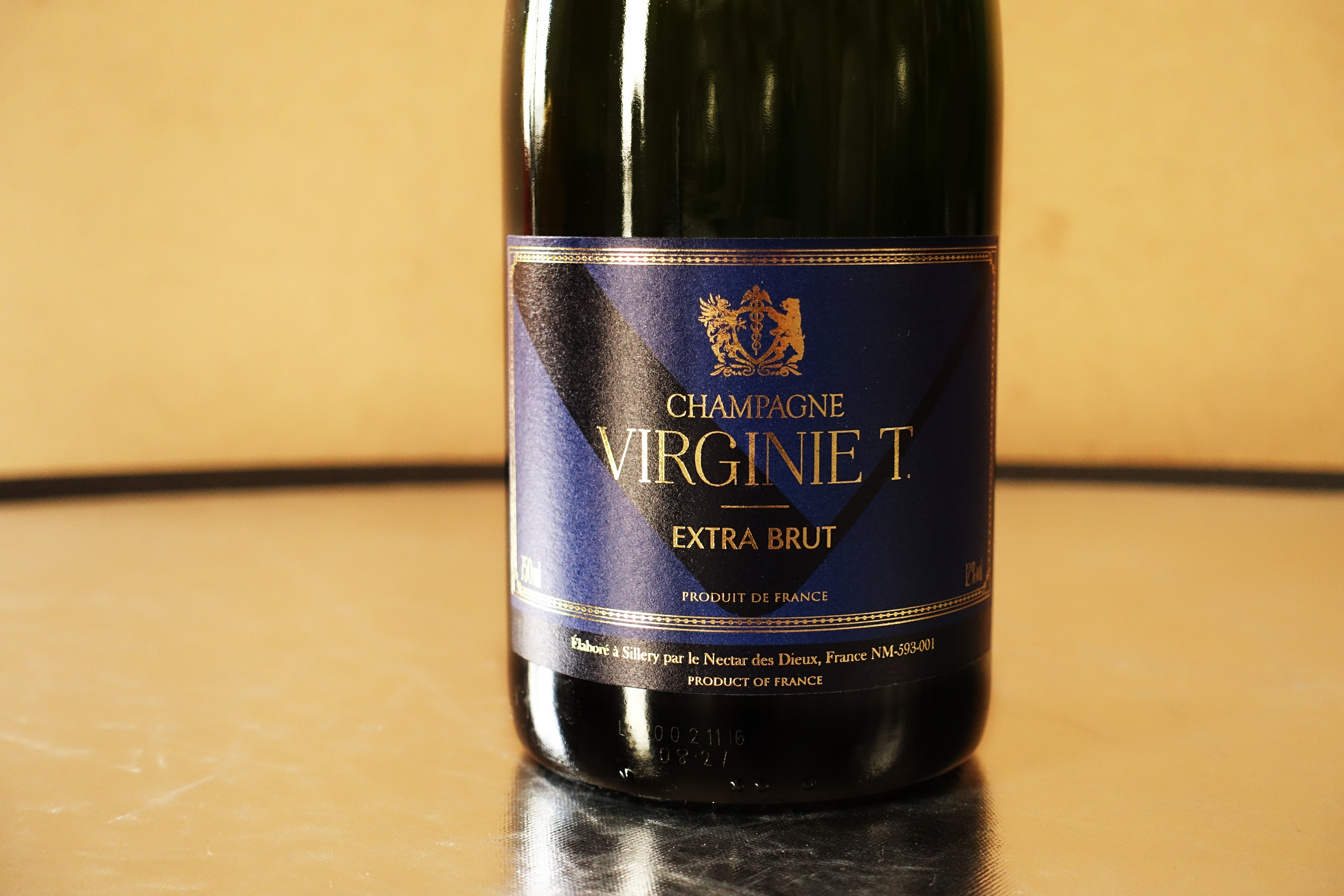
Virginie T. Extra Brut

### Jonge jaren en familie
Virginie Taittinger is geboren in Reims op 22 juli 1961 als de tweede dochter van Claude Taittinger, van het gelijknamige champagnehuis, en Catherine de Suarez d’Aulan, wiens familie van 1851 tot 1988 eigenaar was van het champagnehuis Piper-Heidsieck. Catherine de Suarez d’Aulan was een kinderverpleegster die zich veertig jaar lang vrijwillig inzette voor het netwerk van kindercrèches in Reims. Ze heeft twee zussen, Brigitte en Christine.
Ze is de nicht van Jean Taittinger, voormalig minister in de regeringen van Georges Pompidou, parlementslid (1958-1973) en burgemeester van Reims (1957-1977), en van Pierre-Christian Taittinger, voormalig minister onder Valéry Giscard d’Estaing, senator (1968-1995) en burgemeester van het 16e arrondissement van Parijs (1989-2008). Haar grootvader van vaderskant, Pierre Taittinger, was parlementslid (1919-1940) en oprichter van Champagne Taittinger in 1932.
Virginie behaalde in 1982 een Master in Rechten (specialisatie publiek recht) aan de Universiteit van Reims en voltooide in 1983 haar studie aan de École supérieure de commerce de Reims (“ESC Reims” of “Sup de Co Reims”).
Ze is getrouwd met Jean-Alexis Pouhatch.

### Professionele carrière
Ze begon haar carrière in 1983 als productmanager bij Seita, een tabaks- en luciferbedrijf.
In 1986 trad ze toe tot het familiebedrijf Champagne Taittinger, samen met haar vader. Ze was in Parijs verantwoordelijk voor marketing en communicatie. In 1999 werd ze benoemd tot directeur externe betrekkingen voor Europa in Brussel, met een focus op de ontwikkeling van de Duitse markt. Dit tot de verkoop van het bedrijf aan haar neef Pierre-Emmanuel Taittinger in 2007.
Tussen 1986 en 1999 was ze ook verantwoordelijk voor marketing en communicatie en algemeen management bij Samazeuilh (een wijnhandelaar in Bordeauxwijnen) en Bouvet Ladubay (Saumur). Vanaf 1999 was ze directeur Publieke Relaties voor de Benelux, Duitsland en Zwitserland.
Naast haar zakelijke activiteiten was ze in 1994-1995 wekelijks columnist in het ochtendprogramma Matin Bonheur (Ochtendgeluk) op France 2. Later presenteerde ze op France 3 de programma’s Si vous parliez en Beau Fixe. In 1996 publiceerde ze het boek Avec un zeste de courtoisie (Met een vleugje hoffelijkheid).
Sinds 2000 woont Virginie Taittinger in België met haar tweede echtgenoot, dokter Marc Naett, en hun vijf kinderen. Ze is gevestigd in Etterbeek (Brussels Hoofdstedelijk Gewest).
Sinds 2008 staat ze aan het hoofd van The Nectar of the Gods, waar ze werkt aan de productie, uitwerking en commercialisering van de online marketing van Champagne Virginie T, haar eigen champagnemerk. In 2014 kreeg ze haar licentie als negociant en liet ze in Sillery een gebouw van 1000 m2 bouwen om de wijnmakerij en productiecentrum te huisvesten. Sinds 2015 wordt ze bijgestaan door haar zoon Ferdinand Pougatch.
Gedurende meerdere jaren was ze ook
- directeur van het restaurant “Le Grand Véfour”, nadat in 1991 de Taittinger groep een jonge chef voor het restuarant aantrok.[8]
- directeur van de hotelketen “Première Classe”,
- directeur van hotel Martinez in Cannes.

### Politieke carrière
Sinds oktober 2012 is ze gemeenteraadslid van Etterbeek voor de lijst van burgemeester Vincent De Wolf, van de Franstalige politieke partij Mouvement Réformateur (MR).
Ze is lid van het Adviescomité voor Europese Zaken van Etterbeek, adviseur Buitenlandse Handel van Frankrijk (Afdeling België) en lid van de lid van de auditcommissie en de Raad van Bestuur van Vivaqua. Tevens is ze lid van de politieraad van de politiezone Montgomery.